# Nessim Sibony

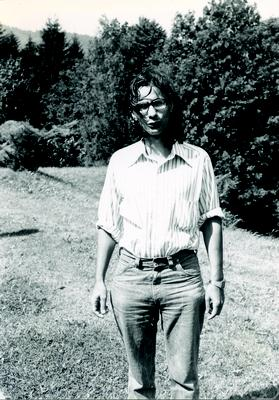
Nessim Sibony im Mathematischen Forschungsinstitut Oberwolfach 1975

Nessim Sibony (* 20. Oktober 1947 in Marrakesch; † 30. Oktober 2021 in Brüssel) war ein französischer Mathematiker, der sich mit komplexer Analysis beschäftigte. Er war Professor an der Universität Paris-Süd in Orsay.

## Leben
Sibony wurde 1974 an der Universität Paris-Süd promoviert (Problèmes de prolongement analytique et d'approximation polynômiale pondérée). Er befasste sich unter anderem mit komplexer Dynamik in mehreren Variablen, wobei er teilweise mit John Erik Fornæss zusammenarbeitete (Fatou-Julia-Theorie in 2 komplexen Variablen).
Unabhängig von Adrien Douady und John H. Hubbard bewies er in den 1980er Jahren, dass die Mandelbrot-Menge lokal zusammenhängend ist.
1990 war er eingeladener Vortragender auf dem ICM in Kyōto (Some recent results on weakly pseudoconvex domains). 2009 erhielt er den Sophie-Germain-Preis und für 2017 den Stefan-Bergman-Preis. Er war Professor an der Universität Paris-Saclay.

## Schriften
- mit Dierk Schleicher, Eric Bedford, Tien-Cuong Dinh, Marco Brunella, Marco Abate Holomorphic dynamical systems, Lectures at CIME (Cetraro 2008, darin Sibony, Dinh Dynamics in several complex variables: Endomorphisms of projective spaces and polynomial-like mappings), Springer Verlag, Lecture Notes in Mathematics, Band 1998, 2010
- mit Dominique Cerveau, Étienne Ghys, Jean-Christophe Yoccoz Complex Dynamics and Geometry, SMF/AMS Texts and Monographs Band 10, 2003 (darin von Sibony: Dynamics of rational maps on {\displaystyle P^{k}}), französische Ausgabe SMF 1999 (Panoramas et Synthèses, Band 8)
- Quelques problemes de prolongement de courants en analyse complexe, Duke Mathematical Journal, Band 52, 1985, S. 157–197